# Tauron Polska
Tauron Polska Energia S.A. er et polsk energiselskab. Virksomheden producerer strøm, distribuerer strøm og driver nogle kulminer. Der produceres og distribueres også varme. Hovedkvarteret er i Katowice. Tauron blev etableret i december 2006 som Energetyka Południe.